# Autosport
Autosport est un magazine hebdomadaire britannique spécialisé dans la compétition automobile publié en Grande-Bretagne, chaque mardi, par Haymarket Group. La première publication est l'œuvre de Gregor Grant en 1946. Le journal est parfois appelé la « Bible » de la course automobile.
Le groupe organise chaque année au mois de janvier un salon de la voiture de compétition, le salon Autosport International. Le salon se tient à Birmingham, en Angleterre, et présente tout ce qui roule en compétition, du karting à la Formule 1. C'est le plus important salon du genre dans le monde.